# Parafia bł. Jerzego Popiełuszki w Juszkowie
Parafia pw. Błogosławionego Jerzego Popiełuszki Prezbitera i Męczennika w Juszkowie – parafia rzymskokatolicka, znajdująca się w archidiecezji gdańskiej, w dekanacie Pruszcz Gdański.